# Żołnierz i śmiejąca się dziewczyna

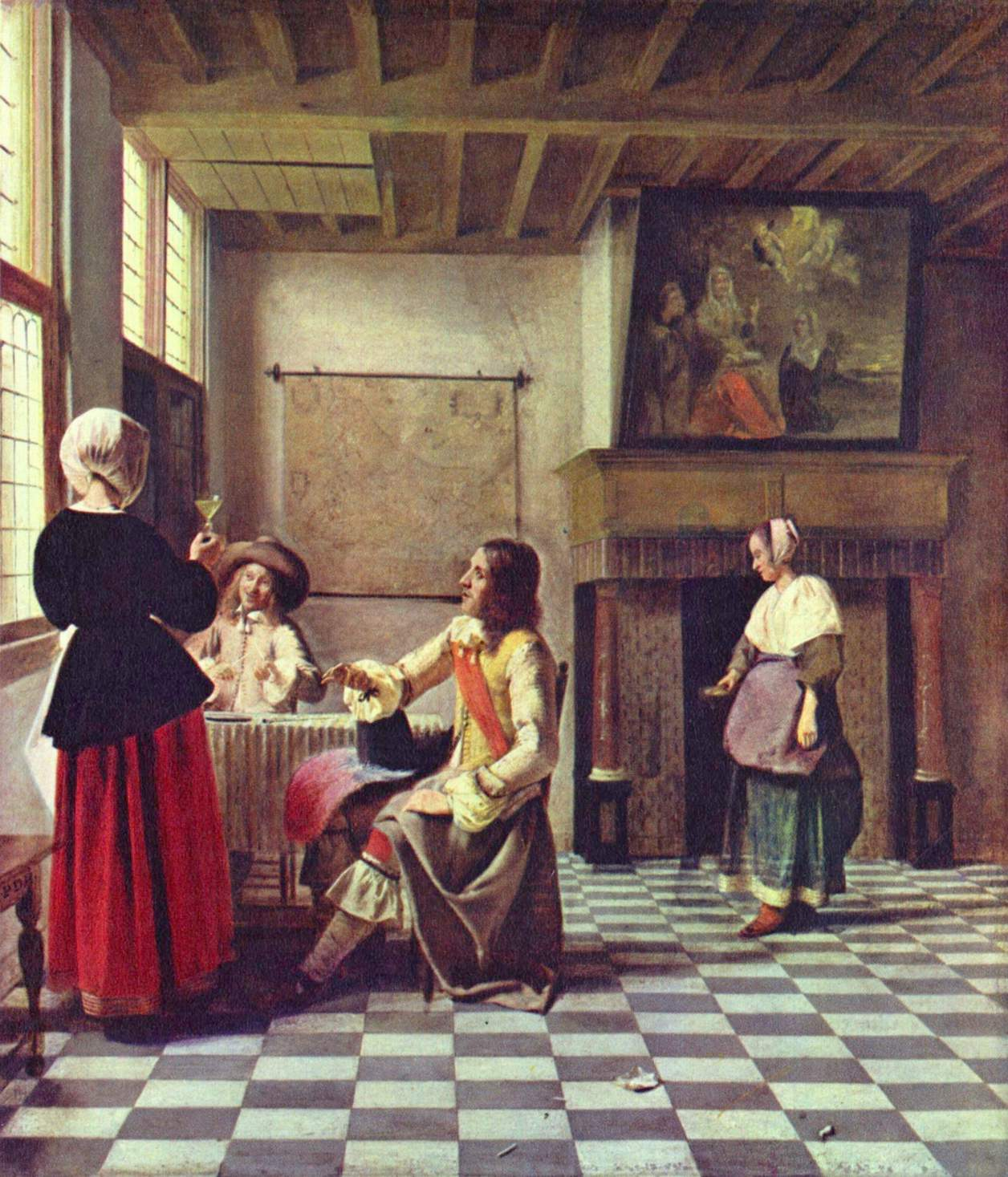
Pieter de Hooch, Pijąca kobieta z dwoma mężczyznami i służącą, ok. 1658, National Gallery w Londynie

Żołnierz i śmiejąca się dziewczyna albo Oficer i roześmiana dziewczyna (niderl. De Soldaat en het Lachende Meisje) – obraz Jana Vermeera datowany na lata około 1658. Obraz jest obecnie eksponowany we Frick Collection w Nowym Jorku.
Obraz ten należy do grupy dzieł Vermeera, które powstały pod koniec lat 50. XVII wieku, a więc na początku dojrzałego okresu jego twórczości. Obrazy te (Dziewczyna czytająca list, Mleczarka i Żołnierz i śmiejąca się dziewczyna) przedstawiają sceny rozgrywające się w tym samym wnętrzu. Malarz za każdym razem umieszcza postaci w kącie pomieszczenia, z którego lewej strony znajduje się okno, będące źródłem światła. Taką kompozycję Vermeer zaczerpnął od Pietera de Hoocha (np. Pijąca kobieta z dwoma mężczyznami i służącą).
Obraz przedstawia wspomniany już kąt pomieszczenia i siedzącą przy stole parę: żołnierza i dziewczynę. Z lewej strony obrazu znajduje się uchylone okno, a na ścianie w tle – mapa. Przez okno wpada do pomieszczenia światło, które oświetla dziewczynę; mężczyzna natomiast pozostaje w cieniu. Jego twarz jest widoczna tylko częściowo, gdy siedzi on odwrócony plecami do widza. Zwrócony jest w stronę dziewczyny, znajdującej się naprzeciw niego. Roześmiana dziewczyna patrzy na oficera, trzymając w rękach kieliszek.
Mapę, którą Vermeer umieścił także w tle obrazu Kobieta w błękitnej sukni, wykonał w 1620 roku Balthasar Florisz van Berckenrode. Przedstawia ona Holandię i Fryzję Zachodnią, ale ukazane inaczej, niż obecnie: nie zgodnie z kierunkiem północ-południe, ale wzdłuż osi wschód zachód. U góry mapy biegnie napis: NOVA ET ACCURATA TOTIUS HOLLANDIAE WESTFRISIAEQ(VE) TOPOGRAPHIA.
Płótno ukazuje scenę, w której żołnierz chce uwieść dziewczynę przy pomocy wina. Podobną tematykę Vermeer podjął już wcześniej, w obrazie Pijana dziewczyna śpiąca przy stole. Norbert Schneider przypuszcza, że także mocne kontrasty światłocieniowe mają związek z przesłaniem obrazu: oto pozostający w cieniu oficer jest symbolem nieczystych zamiarów, a oświetlona dziewczyna symbolizuje niewinność.
Uwagę badaczy zwróciła duża różnica w wielkości przedstawionych postaci – głowa mężczyzny jest niemal dwa razy większa od dziewczyny, choć oboje siedzą blisko siebie. Perspektywa taka jest poprawna z geometrycznego punktu widzenia, ale dość niezwykła, jak na XVII-wieczne malarstwo. Amerykanin Joseph Pennell w 1891 roku, opierając się na tym właśnie obrazie, zasugerował jako pierwszy, że Vermeer mógł posługiwać się podczas malowania urządzeniem, zwanym camera obscura.